# وهریز (فرمانده سواره‌نظام)
وهریز (پارسی میانه: Wahrēz؛ با نام یونانی اوفارز Oupharizes) فرمانده سواره‌نظام ارتش خسرو انوشیروان بود.
وهریز در جنگ لازستان، در مقابل بیزانسی‌ها و متحدان محلی آن‌ها، جنگید. برای ما نامشخص است که او همان فابریزوس‌نامی است که در کتاب پروکوپیوس آمده، یا نه؛ فابریزوس، نظامی درجه‌دار ایرانی بود که از جانب خسرو، مأمور کشتن شاه لازیکا گشت که در آن ناکام ماند. علاوه‌براین، وهریز، به احتمال بالا، با وهریزنامی که فرمانده سپاه اعزامی ساسانی در یمن بود و علیه اتیوپیایی‌ها می‌جنگید، یکی نیست. چرا که از نظر زمانی، هم‌سن نیستند.